# Les Estables (Haute-Loire)
Les Estables is een gemeente in het Franse departement Haute-Loire (regio Auvergne-Rhône-Alpes) en telt 356 inwoners (2005). De plaats maakt deel uit van het arrondissement Le Puy-en-Velay.

## Geografie
De oppervlakte van Les Estables bedraagt 34,7 km², de bevolkingsdichtheid is 10,3 inwoners per km².
De onderstaande kaart toont de ligging van Les Estables (Haute-Loire) met de belangrijkste infrastructuur en aangrenzende gemeenten.

## Demografie
Onderstaande figuur toont het verloop van het inwonertal (bron: INSEE-tellingen).